# Scorpaenopsis cirrosa
Scorpaenopsis cirrosa är en fiskart som först beskrevs av Thunberg, 1793.  Scorpaenopsis cirrosa ingår i släktet Scorpaenopsis och familjen Scorpaenidae. Inga underarter finns listade i Catalogue of Life.